# Tom Landry
Thomas Wade Landry (* 11. September 1924 in Mission, Texas; † 12. Februar 2000 in Dallas) war ein US-amerikanischer American-Football-Spieler und -Trainer. Er war ferner Pilot der United States Army Air Forces.

## Jugend
Landry wurde als Sohn des Automechanikers und Feuerwehrmanns Ray Landry geboren. Seine Mutter Ruth war Hausfrau. Landry stammte aus einfachen Verhältnissen und musste sich im Elternhaus ein Zimmer mit seinen älteren Brüdern, beide Zwillinge, teilen. Sein Bruder, Robert, fiel als Bomberpilot im Zweiten Weltkrieg. Als Kind war er in einen schweren Verkehrsunfall verwickelt, wurde dabei lebensgefährlich verletzt und erholte sich nur schwer davon.

## Spieler

### High School
Landry spielte bereits auf der High School American Football. Seine ursprüngliche Position war die eines Quarterbacks. Im letzten Jahr auf der High School wurde er zum MVP seines Teams gewählt. Seine Mannschaft gewann die regionale Meisterschaft. Bereits auf der Schule wurde ihm von seinen Trainern vermittelt, dass Erfolg nur durch Leistung erzielt werden kann. Diesem Leitsatz blieb er während seiner gesamten Karriere treu.

### College/Militärlaufbahn
Aufgrund seiner Leistungen auf der High School erhielt Landry ein Wirtschafts- und Football-Stipendium an der University of Texas in Austin, welches er auch mit einem Wirtschaftsdiplom abschließen konnte. Da seine ursprüngliche Position als Quarterback bei den Texas Longhorns bereits besetzt war, spielte er in der Regel als Fullback und im Defensive Backfield.

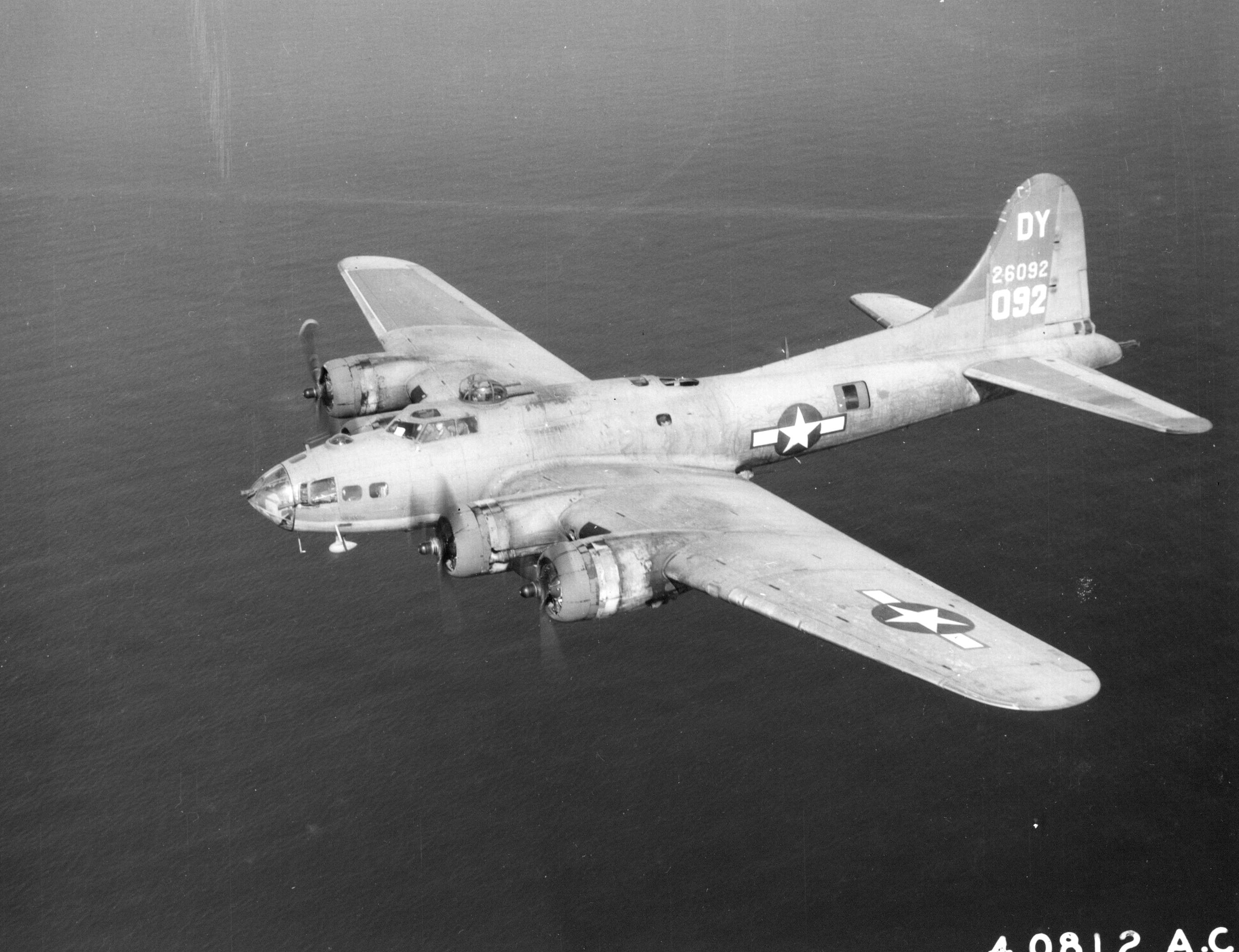
Boeing B-17

Nach einem Jahr brach er sein Studium ab, um sich den United States Army Air Forces anzuschließen. Er wurde zum Bomberpiloten ausgebildet, zum Leutnant befördert und nahm am Zweiten Weltkrieg teil, wo er insgesamt 30 Einsätze über Deutschland mit einer Boeing B-17 flog und eine Bruchlandung aufgrund von Benzinmangels seines Flugzeugs in Belgien überlebte. Im November 1945 wurde er aus dem Militärdienst als Oberleutnant entlassen und kehrte 1947 zu den Longhorns zurück. Mit Bobby Layne spielte bei den Longhorns ein späteres Mitglied in der Pro Football Hall of Fame als Quarterback, Landry wurde daher als Defensive Back und Running Back eingesetzt. Mit seiner Mannschaft gewann er 1948 den Sugar Bowl mit 27:7 gegen die University of Alabama und 1949 den Orange Bowl gegen die University of Georgia mit 41:28. Er erzielte dabei einen Raumgewinn von 117 Yards. In den Ferien 1948/1949 arbeitete er als Helfer und Ansprechpartner für Kinder auf einer Ferienranch in Kerrville, Texas. Die Förderung der Jugend war ihm bis zu seinem Tod ein Anliegen. Landry ehelichte am 28. Januar 1949 Alicia Wiggs, mit der er bis an sein Lebensende verheiratet blieb.

### Profikarriere
1949 wurde Landry von den New York Yankees einem Team der All-America Football Conference (AAFC) für ein Gehalt von 6000 Dollar und einem Handgeld von 500 Dollar verpflichtet. Zuvor war er in der 20. Runde an 184. Stelle des AAFC Drafts durch die Yankees gezogen worden. Für die Mannschaft aus New York spielte er auf verschiedenen Positionen. Er lief als Halfback, Cornerback und als Punt- und Kickoff-Returner auf, erhielt aber die meiste Einsatzzeit als Punter. Nachdem die AAFC nach der Saison 1949 aufgrund finanzieller Probleme ihre Pforten geschlossen hatte, wechselte der universell einsetzbare Landry, wie andere Spitzenspieler der Yankees, darunter Arnie Weinmeister und Otto Schnellbacher, zu den von Steve Owen trainierten New York Giants in die NFL und kam auch dort auf verschiedenen Positionen, aber überwiegend als Cornerback als Partner von Emlen Tunnell, zum Einsatz. Steve Owen wurde zu einem Förderer von Landry und ließ ihm die Freiheiten das Spiel der Giants Defense effektiv zu gestalten. 1955, nachdem er insgesamt 4 Touchdowns erzielt und 32 Interceptions gefangen hatte, beendete er seine Spielerlaufbahn.

## Trainer

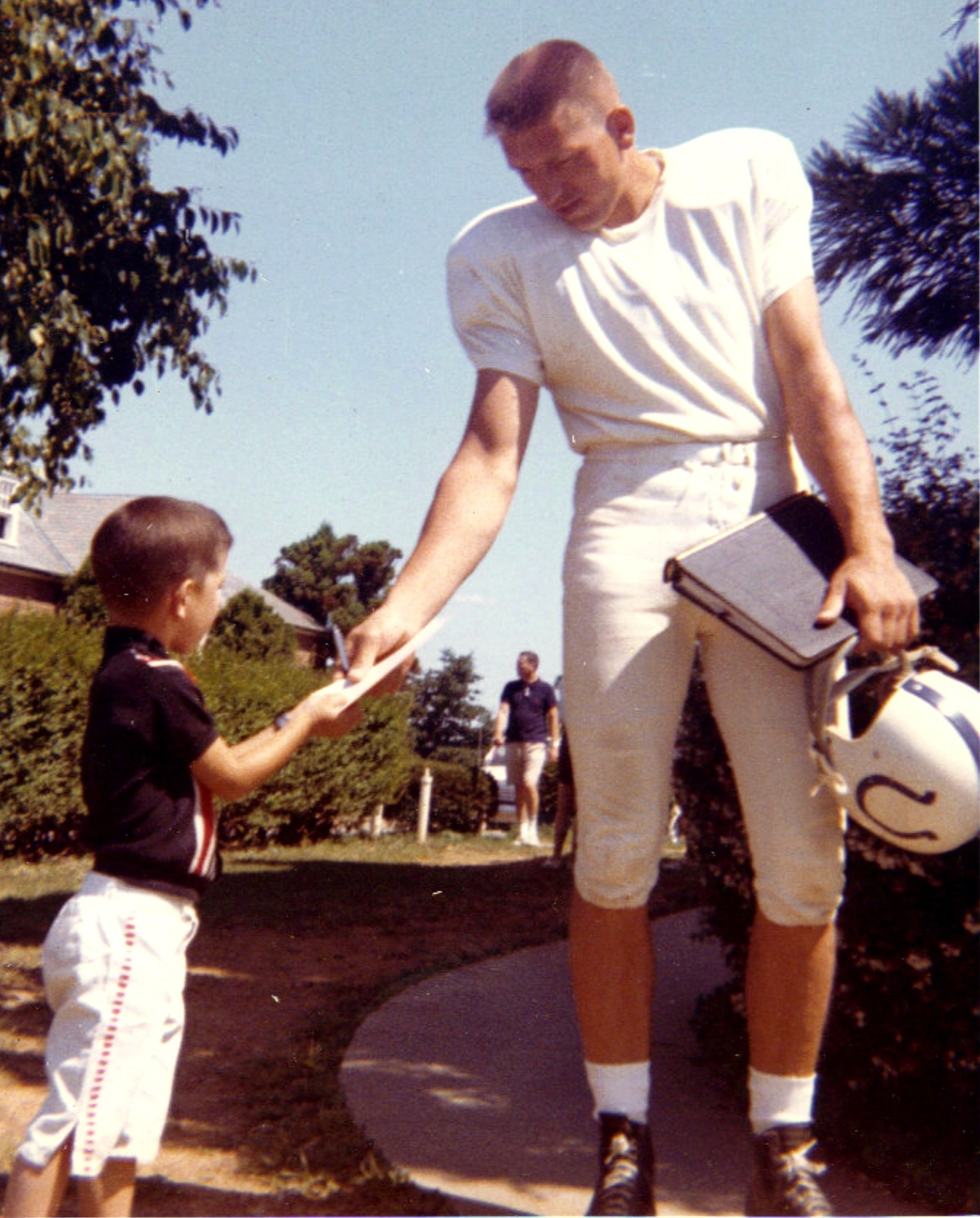
Johnny Unitas

4-3 Defense

### New Yorks Giants
Noch während seiner Spielerlaufbahn wurde Landry Verteidigungskoordinator der Giants. Im gleichen Trainerstab arbeitete auch Vince Lombardi, der für den Angriffsbereich zuständig war und dem er im Laufe seiner Karriere noch mehrfach begegnen sollte. Landry machte aus der Defense der Giants eine der besten Abwehrreihen der Liga. Er selbst verfügte über einen analytischen Verstand und war in der Lage seine Abwehr auf die gegnerischen Angriffsmannschaften exakt einzustellen. Landry entwickelte die 4-3 Defense, bei der vier Defensive-Line-Spieler und drei Linebacker aufgestellt werden. Die Besonderheit dabei war, dass dem gegnerischen Center in einem Abstand von zwei Meter anstatt einem Nose Tackle ein wesentlich beweglicherer Linebacker gegenübergestellt wurde. Diese Abwehrformation ist noch heute eine gängige Spielpraxis im Football.
1956 gewannen die Giants das NFL Championship Game gegen die Chicago Bears überlegen mit 47:7, mussten sich aber in den darauffolgenden beiden Jahren jeweils den Baltimore Colts mit ihrem Quarterback Johnny Unitas mit 32:17 und 31:16 geschlagen geben.
Der Nachfolger von Owen als Trainer bei den Giants Jim Lee Howell erkannte wie Owen selbst das Trainertalent seines Assistenten und bezeichnete ihn als den zur Zeit besten Footballtrainer in der Liga. Er sollte den Giants als Assistenztrainer aber nicht erhalten bleiben.

### Dallas Cowboys
In Reaktion auf die Gründung der American Football League (AFL) fassten die Verantwortlichen der NFL 1959 den Entschluss zu expandieren. Im Januar 1960 erhielten zwei Geschäftsleute aus Dallas eine NFL-Franchise. Die Dallas Cowboys wurden neu gegründet und standen in direkter Konkurrenz zu den Dallas Texans, einer Mannschaft der AFL, die im Jahr 1963 nach Kansas City umzog. Landry, der ein Angebot von Wellington Mara die Giants zu trainieren nicht angenommen hatte, wurde 1960 der erste Head Coach der Cowboys und blieb es bis 1988. Verpflichtet wurde er von Tex Schramm, der kurze Zeit zuvor von den Besitzern der Cowboys als General Manager vertraglich an die Cowboys gebunden worden war. Die beiden Männer sollten bis zum Karriereende von Landry miteinander verbunden bleiben und gemeinsam die Geschicke der Mannschaft lenken.
Die Saison 1960 verlief für die Cowboys enttäuschend, kein Spiel wurde gewonnen. Erst in der folgenden Saison konnten die Cowboys ihr erstes Spiel gewinnen – die Pittsburgh Steelers mussten sich mit 27:24 geschlagen geben. Allerdings gingen auch in den nächsten vier Jahren mehr Spiele verloren, als gewonnen werden konnten. Landry wurde jedoch genug Zeit gegeben die Mannschaft weiterzuentwickeln. Die Geduld der Teambesitzer und des General Managers sollten sich auszahlen. 1964 wurde von Schramm der Vertrag von Landry um 10 Jahre verlängert. Landry und Schramm machten aus den Cowboys „Americas Team“, wobei ihnen der Umstand, dass ihr Quarterback Don Meredith es immer wieder verstand die Mannschaft zu Höchstleistungen zu führen, entgegenkam.
Im Jahr 1966 gelang Landry und Schramm eine weitere Verpflichtung, die sich für die Entwicklung der Cowboys als positiv erweisen sollte. Mit Ernie Stautner wurde ein ehemaliger Pro-Bowl-Spieler verpflichtet, der fortan die Betreuung der Defense der Mannschaft übernahm. Der aus Bayern stammende Stautner hatte sich als Spieler und Assistenztrainer bei den Pittsburgh Steelers einen Ruf gemacht und half die Abwehr der Cowboys zu festigen. Abwehrspieler wie Chuck Howley, Bob Lilly, Mel Renfro oder Lee Roy Jordan konnten mit der Hilfe von Stautner ihre volle Leistungsfähigkeit unter Beweis stellen. Die Abwehr der Cowboys wurde zu einem bei den gegnerischen Mannschaften gefürchteten Mannschaftsteil und erhielt den Beinamen: „Doomsday Defense“.
1966 konnte Landry sich zum ersten Mal für die Play-offs qualifizieren. Sowohl in diesem Jahr, als auch 1967 gelang der Einzug in das NFL Championship Game ein. Dort musste sich aber die Mannschaft von Landry jeweils mit 34:27 und mit 21:17 (im sogenannten Ice Bowl) den Green Bay Packers mit Quarterback Bart Starr geschlagen geben. Die von dem ehemaligen Weggefährten Landrys Vince Lombardi geführten Packers konnten von den Cowboys einfach nicht bezwungen werden. Im Gegensatz zu Lombardi, der als Choleriker verschrien war, war Landry keine Lichtgestalt und deshalb wesentlich weniger populär. Landry war Analytiker, Statistiker und zugleich pedantisch und perfektionistisch veranlagt, was seinen Quarterback Meredith zum Ausspruch: „Wenn er mit Raquel Welch verheiratet wäre, ginge er davon aus, dass sie ihm Essen kocht“ verleitete.

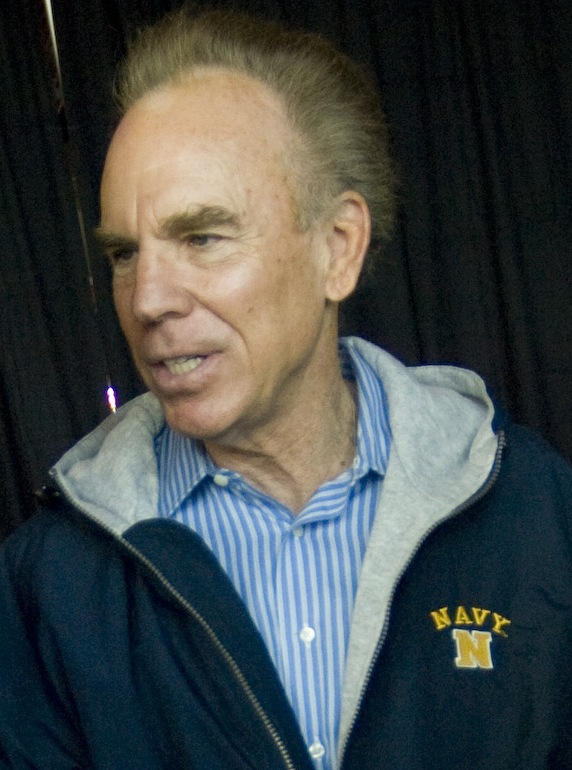
Roger Staubach

1968 beendete Meredith seine Karriere. Er wurde zunächst durch Craig Morton und 1971 durch die Quarterbacklegende Roger Staubach ersetzt. Staubach wiederum, wie sein Trainer Landry ein ruhiger Analytiker, war dessen verlängerter Arm auf dem Spielfeld. Im Jahr 1971 reiste Landry auf der Suche nach einem Kicker nach Europa. Er stieß bei seiner Suche auf den österreichischen Fußballspieler Toni Fritsch, der in den nächsten Jahren bei den Cowboys dann als Kicker unter Vertrag stand. In den nachfolgenden Jahren wurden insgesamt fünf NFC Championship Games gewonnen. Bis 1982 scheiterte man zudem in fünf weiteren Championship Games und verpasste den Einzug in den Superbowl. Landry führte damit die Cowboys insgesamt fünfmal in den Super Bowl und konnte davon zwei gewinnen – Super Bowl VI gegen die Miami Dolphins mit 24:3 und den Super Bowl XII gegen die Denver Broncos mit 27:10.

#### Die ersten Erfolge
Auch in den Jahren 1968 und 1969 konnten die Cowboys überzeugen, scheiterten aber in beiden Jahren in den Play-offs an den Cleveland Browns. Im Jahr 1970 gelang die Verpflichtung von Runningback Duane Thomas, der in den nächsten beiden Jahren zu einem wichtigen Baustein in der Offense von Landry werden sollte. Thomas galt allerdings auch als mürrisch und launisch, was Landry bald zu spüren bekommen sollte. Thomas Landry konnte mit seinem Team 1970 den ersten großen Erfolg feiern. Nach einer Regular Season mit zehn Siegen bei vier Niederlagen konnte die Mannschaft das NFC-Championship Game gegen die San Francisco 49ers mit 17:10 gewinnen. Die Neuverpflichtung Duane Thomas sollte mit seiner Leistung entscheidend zum Ausgang des Spiels beitragen. Mit 27 Läufen gelang ihm ein Raumgewinn von 147 Yards, zudem erzielte er einen Touchdown. Dem Sieg im NFC-Championship-Game stand allerdings eine 16:13-Niederlage gegen die von Don McCafferty trainierten Baltimore Colts im Super Bowl V gegenüber, indem Thomas aber erneut einen Touchdown erzielen konnte. Das Verhältnis zwischen Landry und seinem Leistungsträger Thomas wurde nach der Saison zunehmend schwieriger. Thomas bezeichnete ihn als „Plastikmensch“ und forderte von den Cowboys eine Erhöhung seines Einkommens. Nachdem dies abgelehnt worden war, gaben die Cowboys ihren Spieler an die New England Patriots ab, mussten ihn aber wieder zurücknehmen, nachdem Thomas sich auch bei seinem neuen Team in Schwierigkeiten brachte. Obwohl Thomas kein positives Verhältnis zu Landry hatte, war dieser von seinem Können überzeugt und baute ihn sofort wieder in die Mannschaft ein.

#### Auf dem Weg zum Super Bowl VI
Die Saison 1971 verlief für die Cowboys zunächst nicht so erfolgreich, wie man es sich erhofft hatte. Bis zum siebten Spieltag hatte die Mannschaft von Landry nur vier ihrer sieben Spiele gewonnen. In den nachfolgenden Spielen konnte sich Staubach dann als Starter durchsetzen und Morton von seinem Stammplatz verdrängen. Staubach konnte alle nachfolgenden sieben Spiele gewinnen. Er warf in der gesamten Saison 15 Touchdownpässe, seine vier Interceptions waren der Topwert in der Liga, die Qualifikation für die Play-offs waren die positive Konsequenz.
Dort wurden zunächst die Minnesota Vikings mit 20:12 besiegt. Obwohl die Vikings mit 311 Yards den im Spiel erzielten Raumgewinn der Cowboys mit 183 Yards deutlich übertrafen, nutzten die Cowboys ihre wenigen Chancen und gingen als Sieger vom Platz. Alleine 13 von 20 erzielten Punkten resultierten aus Ballverlusten der Vikings. Staubach spielte zudem fehlerfrei, wobei zehn seiner lediglich 14 Pässe gefangen wurden und Bob Hayes einen der Pässe zu einem Touchdown verwerten konnte. Im NFC Championship Game setzte sich das Team von Landry anschließend mit 14:3 gegen die San Francisco 49ers durch. Diesmal war die 4-3 Defense von Landry der Spiel entscheidende Faktor. Die Abwehrspieler konnten drei Pässe des gegnerischen Quarterbacks abfangen, den 49ers gelangen durch Laufspiel zudem nur 61 Yards Raumgewinn. Begünstigend kam hinzu, dass auch das „Sorgenkind“ von Landry Duane Thomas in beiden Spielen eine gute Leistung zeigte und jeweils einen Touchdown erzielen konnte. Der Einzug in den Super Bowl VI war für das Team aus Dallas die Folge.

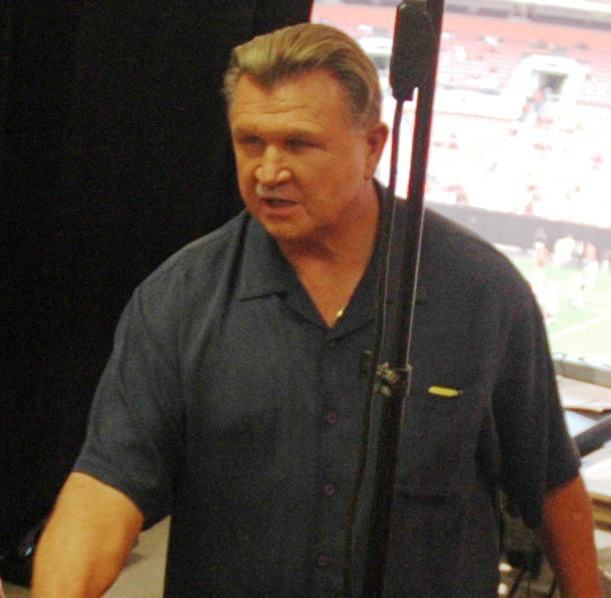
Mike Ditka

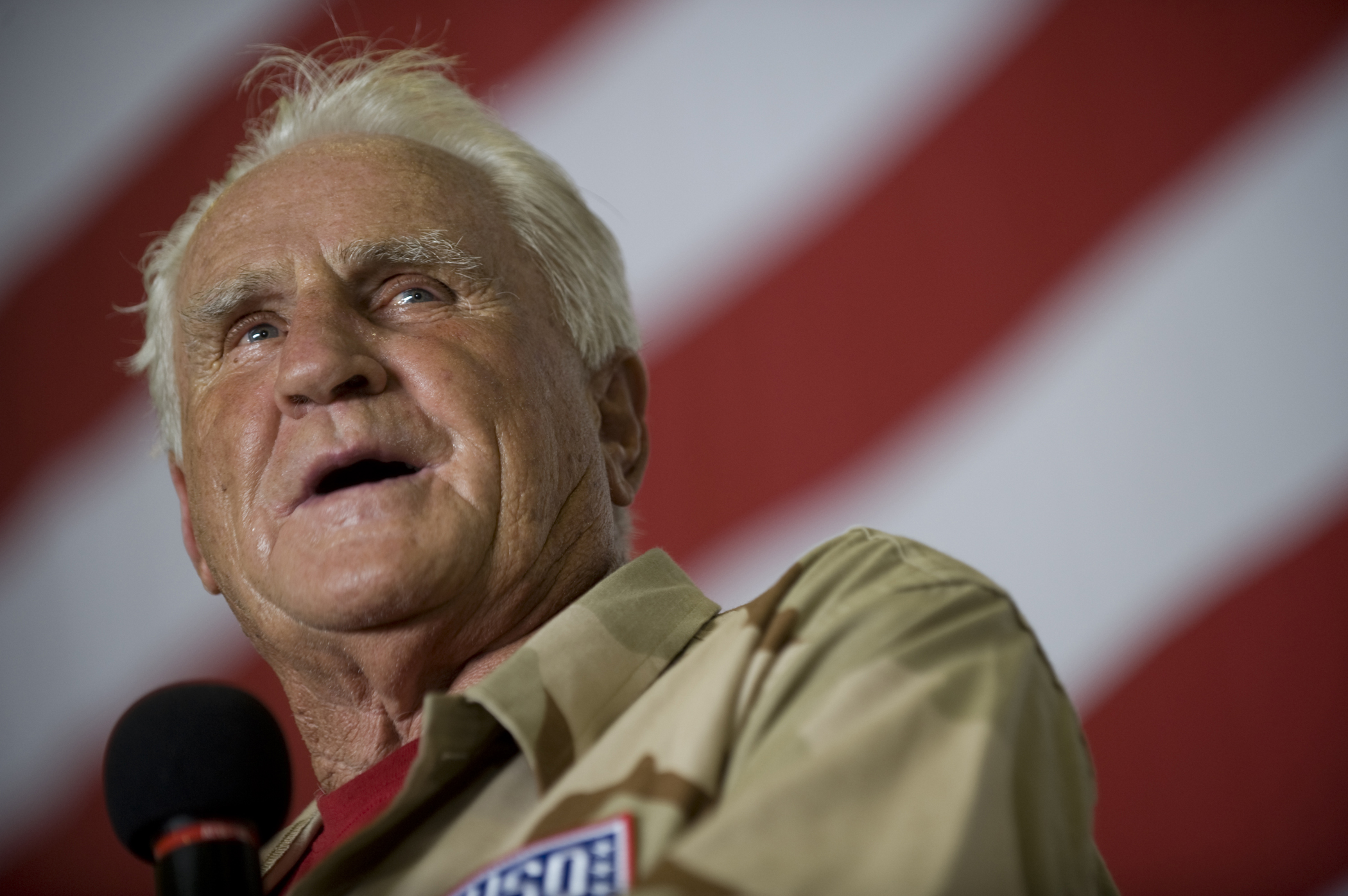
Don Shula

#### Super Bowl VI
Gegner in diesem Spiel waren die von Don Shula trainierten Miami Dolphins. Die Dolphins konnten während der Regular Season 10 ihrer 14 Spiele gewinnen. Im Super Bowl blieben sie trotzdem chancenlos. Während die Offense der Cowboys 352 Yards Raumgewinn erzielte, konnte die 4-3 Defense des Teams die Dolphins bei 185 Yards Raumgewinn halten. Chuck Howley fing dabei einen Pass von Quarterback Bob Griese ab und konnte danach den Ball über eine Strecke von 41 Yards in Richtung der gegnerischen Endzone tragen. Staubach, der in der Regular Season ein Quarterback Rating von 101,8 erreicht hatte und damit der beste Quarterback der Liga war, erzielte zwei Touchdowns mit Pässen auf Lance Alworth und Mike Ditka und wurde zum Most Valuable Player des Spiels gewählt. Thomas konnte einen Ball in die gegnerische Endzone tragen. Landry und den Cowboys, denen vor dem Spiel immer wieder nachgesagt wurde, keine wichtigen Spiele gewinnen zu können, hatten mit dem 24:3-Sieg der Mannschaft nun den Gegenbeweis angetreten.

#### Zwischen Super Bowl VI und Super Bowl XII
In den nächsten Spieljahren konnte Landry sein Team im Spitzenfeld der NFL etablieren. Noch während der Saisonvorbereitung hatte sich das ohnehin schon schwierige Verhältnis zwischen ihm und seinem Spieler Thomas derart verschlechtert, dass dieser zu den San Diego Chargers abgegeben werden musste. Im Jahr 1972 gewann die Mannschaft von Landry zehn von 14 Spielen. Staubach hatte sich im Laufe der Saison eine schwere Schulterverletzung zugezogen und musste durch Morton ersetzt werden. Erst im Play-off-Spiel gegen die San Francisco 49ers konnte er wieder in das Spielgeschehen eingreifen. Beim 30:28-Sieg der Cowboys zeigte er sofort eine überragende Leistung. Er warf zwei Touchdownpässe und erzielte einen Raumgewinn von 174 Yards. Im nachfolgenden NFC-Championship Game waren die Washington Redskins das bessere Team und gewannen mit 26:3. 1973 wurden wiederum zehn von 14 Spielen gewonnen. Nach einem 27:16 Play-off-Sieg über die Los Angeles Rams folgte allerdings eine 27:10-Niederlage gegen die Vikings im NFC-Endspiel.

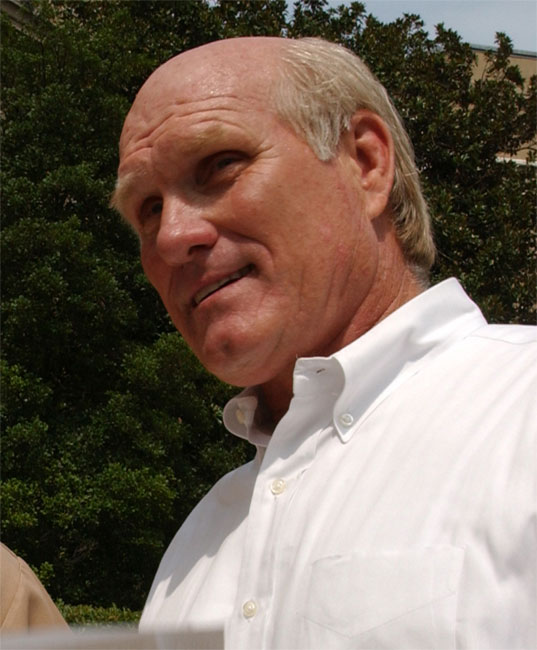
Terry Bradshaw, 2004

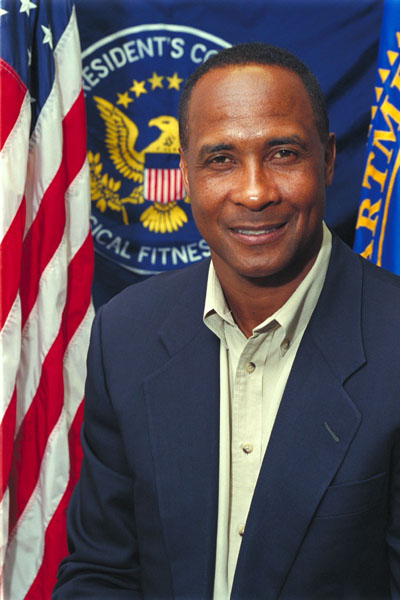
Lynn Swann

Nach einem schwächeren Spieljahr 1974, das Team konnte nicht in die Play-offs einziehen, folgte ein gutes Spieljahr 1975. Landry und Tex Schramm war es in den Vorjahren gelungen die Abwehr der Cowboys mit Ed „Too Tall“ Jones und Harvey Martin nochmals zu stärken, vor der Saison stieß zudem der spätere Leistungsträger Randy White zum Team. Nach einer Spielzeit mit erneut zehn Siegen aus 14 Spielen und einem 17:14-Sieg im Divisional-Play-off über die Vikings, stand man im NFC-Championship Game den Los Angeles Rams gegenüber. Den 118 Yards Raumgewinn der Rams standen 441 Yards der Cowboys gegenüber. Die Defense von Landry fing drei Pässe ab, Staubach warf selbst vier Touchdownpässe – die Rams hatten bei ihrer 37:7-Niederlage keine Chance. Gegner im Super Bowl X waren die von Chuck Noll trainierten Pittsburgh Steelers. Das Spiel wurde erst im letzten Viertel entschieden. Dem Quarterback der Steelers Terry Bradshaw gelang ein Touchdownpass auf Lynn Swann, der im Spiel mit vier Passfängen 161 Yards Raumgewinn erzielen konnte. Swann wurde zum Most Valuable Player des Spiels und die Cowboys verließen mit einer 21:17-Niederlage das Spielfeld.
Die knappe Niederlage im Super Bowl X änderte jedoch nichts am Status der Dallas Cowboys. Das Team von Tom Landry blieb eine Spitzenmannschaft und gewann in der Saison 1976 elf von 14 Spielen, scheiterte jedoch knapp im Divisional-Play-off-Spiel an den Rams mit 14:12.

#### Auf dem Weg zum Super Bowl XII
Die Spielrunde 1977 der Cowboys begann für die Mannschaft souverän. Die ersten acht Spiele wurden allesamt gewonnen. Im November 1977 erlitt Landry's Mannschaft einen Leistungsbruch und musste zwei Spiele abgeben. Alle weiteren vier Spiele konnten aber wieder siegreich gestaltet werden. Als Tabellenerster der Eastern Division zog man in die Play-offs ein, wo zunächst die Chicago Bears und später die Minnesota Vikings chancenlos blieben. In beiden Spielen hatte sich erneut das Abwehrgenie Landry durchgesetzt. Die Bears konnten bei ihrer 37:7-Niederlage lediglich 224 Yards Raumgewinn bei sieben eigenen Ballverlusten erzielen (Cowboys 365 Yards). Den Vikings ging es bei ihrer 23:6-Niederlage im NFC Championship Game nicht besser. Bei ihnen stand ein Raumgewinn von 214 zu 328 Yards zu Buche. Viermal verloren sie den Ball, allerdings warf auch Staubach eine Interception und ein Fumble der Cowboys ging verloren.

#### Super Bowl XII
Zwar hatten die Denver Broncos in der Regular Season unter ihrem Trainer Red Miller ebenfalls 12 ihrer 14 Spiele gewonnen, im Endspiel blieben sie jedoch ohne Chance. Vier Pässe ihres Quarterbacks Craig Morton, der seit 1977 in Denver spielte, konnten durch die Cowboys abgefangen werden, gleichzeitig eroberten sie noch vier Fumbles, während das Team aus Dallas nur zwei Ballverluste zu verzeichnen hatte. Die 4-3 Defense von Landry zeigte sich erneut deutlich überlegen, die Broncos blieben bei 156 Yards Raumgewinn hängen, während die Cowboys 325 Yards durch Pass- und Laufspiel erzielen konnten. Landry feierte mit dem 27:10-Erfolg seinen zweiten Super Bowl Triumph.

Shotgun-Formation (Beispiel)

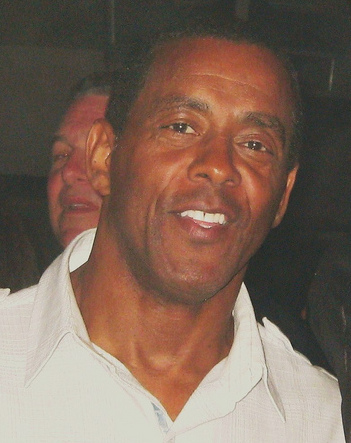
Tony Dorsett

#### Der letzte Erfolg
Wie gewohnt lief für Landry auch die Regular Season 1978 erfolgreich. Die Saison fing jedoch schwierig an. Von den ersten zehn Spielen konnten nur sechs gewonnen werden, allerdings verlor Landry's Mannschaft keines der nächsten sechs Spiele. Nach einem mühevollen 27:20-Sieg gegen die Atlanta Falcons im NFC-Divisional-Play-off-Spiel, gelang im NFC-Championship-Game ein ungefährdeter Erfolg gegen die Los Angeles Rams. Die 7:0-Führung, die Runningback Tony Dorsett durch einen Lauf im ersten Viertel erzielte, sollte die Mannschaft von Landry bis zum Spielende nicht mehr hergeben. Seine Mannschaft gewann mit 28:0. Der Super Bowl XIII sollte dann erneut ein enges Spiel werden. Nochmals mussten die Cowboys gegen die Pittsburgh Steelers antreten und wiederum konnte sich das Team aus Pittsburgh durchsetzen. Die Defense von Landry fand kein Mittel, um sich gegen die beiden Wide Receiver der Steelers Lynn Swann und John Stallworth zu behaupten. Stallworth konnte zwei Pässe von Terry Bradshaw zu Touchdowns verwerten und erzielte mit drei Pässen einen Raumgewinn von 115 Yards, Swann fing sieben Pässe zu einem Raumgewinn von 124 Yards und einem Touchdown. Sieben Minute vor Spielende sahen die Steelers beim Spielstand von 35:17 schon als der sichere Sieger aus, doch die Mannschaft von Landry konnte durch Pässe von Staubach noch zwei Touchdowns erzielen, die allerdings an der 35:31-Niederlage nichts mehr änderten.

### Bedeutung für den Footballsport

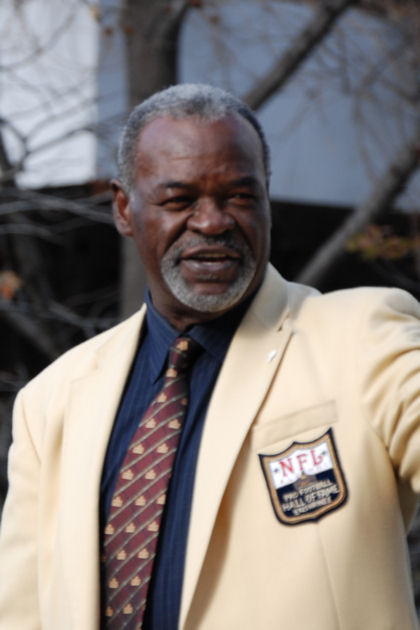
Rayfield Wright, 2006

Landry, der zu seinen Spielern ein sehr distanziertes Verhältnis hatte, weil er davon ausging, dass er nur so seine Objektivität wahren konnte, entwickelte bei den Cowboys seine 4-3 Defense immer weiter fort und flexibilisierte dieses Abwehrschema. Er passte die Abwehr der gegnerischen Angriffsmannschaft an, indem er genau die Spieler auf den Platz schickte, von denen er glaubte, dass sie die gegnerische Mannschaft stoppen können. Seine Abwehr entwickelte sich zu einem Bollwerk und war bei den gegnerischen Mannschaften äußerst gefürchtet. Auch in der Offense zeigte sich Landry innovativ und führte die in Vergessenheit geratene Shotgun-Formation, eine Angriffsformation, bei der der Quarterback ein paar Schritte hinter der Offensive Line steht, wieder ein. Die Cowboys gewannen unter seiner Führung von 1966 bis 1985 in jeder Saison mehr Spiele als sie verloren. 1973 hatte die Mannschaft aus Dallas ihr 100 Spiel gewonnen, 1982 folgte der 200 Sieg. Die Cowboys konnten während seiner Head Coach Laufbahn insgesamt 270 von 354 Spielen in der Regular Season und in den Play-offs für sich entscheiden. Landry, der als spezielles Markenzeichen immer einen Hut trug, hat die drittmeisten Siege aller bisherigen NFL Headcoaches. Viele seiner Assistenztrainer, wie die ehemaligen Spieler der Cowboys Mike Ditka und Dan Reeves, konnten selbst als Trainer in der NFL Fuß fassen. Ditka gewann 1985 mit den Chicago Bears den Super Bowl XX. Reeves, der auch als Runningback für die Cowboys spielte, zog mit verschiedenen Mannschaften insgesamt viermal in den Super Bowl ein, konnte aber keines der Spiele gewinnen. Stautner gewann als Head Coach mit der Frankfurt Galaxy 1995 den World Bowl. Zahlreiche Spieler von Landry, wie Roger Staubach, Tony Dorsett oder Rayfield Wright, sind Mitglied in der Pro Football Hall of Fame.

### Ende der Karriere
1985 hatten die Cowboys noch 10 ihrer 16 Spiele gewonnen, waren aber in den Play-offs früh ausgeschieden. Auf Landry, der ein Jahr zuvor einen neuen Vertrag über drei Jahre abgeschlossen hatte, wurde durch die Presse in Dallas Druck ausgeübt und in einer Umfrage seine Entlassung gefordert. Die Cowboys hielten aber an ihm fest, rutschten aber nach 1985 immer mehr in das Niemandsland der Tabelle ab. Landry gelang es nicht diese „Talfahrt“ zu stoppen. 1989 wurden die Cowboys von Jerry Jones gekauft, der Landry durch Jimmy Johnson ersetzte. Tex Schramm erklärte nach der Entlassung von seinem Weggefährten verärgert seinen Rücktritt. Der plötzliche Rauswurf wurde von Landry nie gänzlich überwunden. Er weigerte sich über Jahre die Ehrungen, die ihm Jones zukommen lassen wollte, anzunehmen. Auch bei vielen Fans der Cowboys war die Entscheidung Landry zu entlassen, wenig populär. Die Aufregung legte sich allerdings, nachdem Johnson beweisen konnte, dass er im Stande war, aus dem schlechtesten Team der Liga einen Super Bowl Gewinner zu machen. Unter seiner Führung entwickelten sich die Cowboys zum führenden Footballteam der 90er Jahre.

## Ehrungen

### Als Spieler

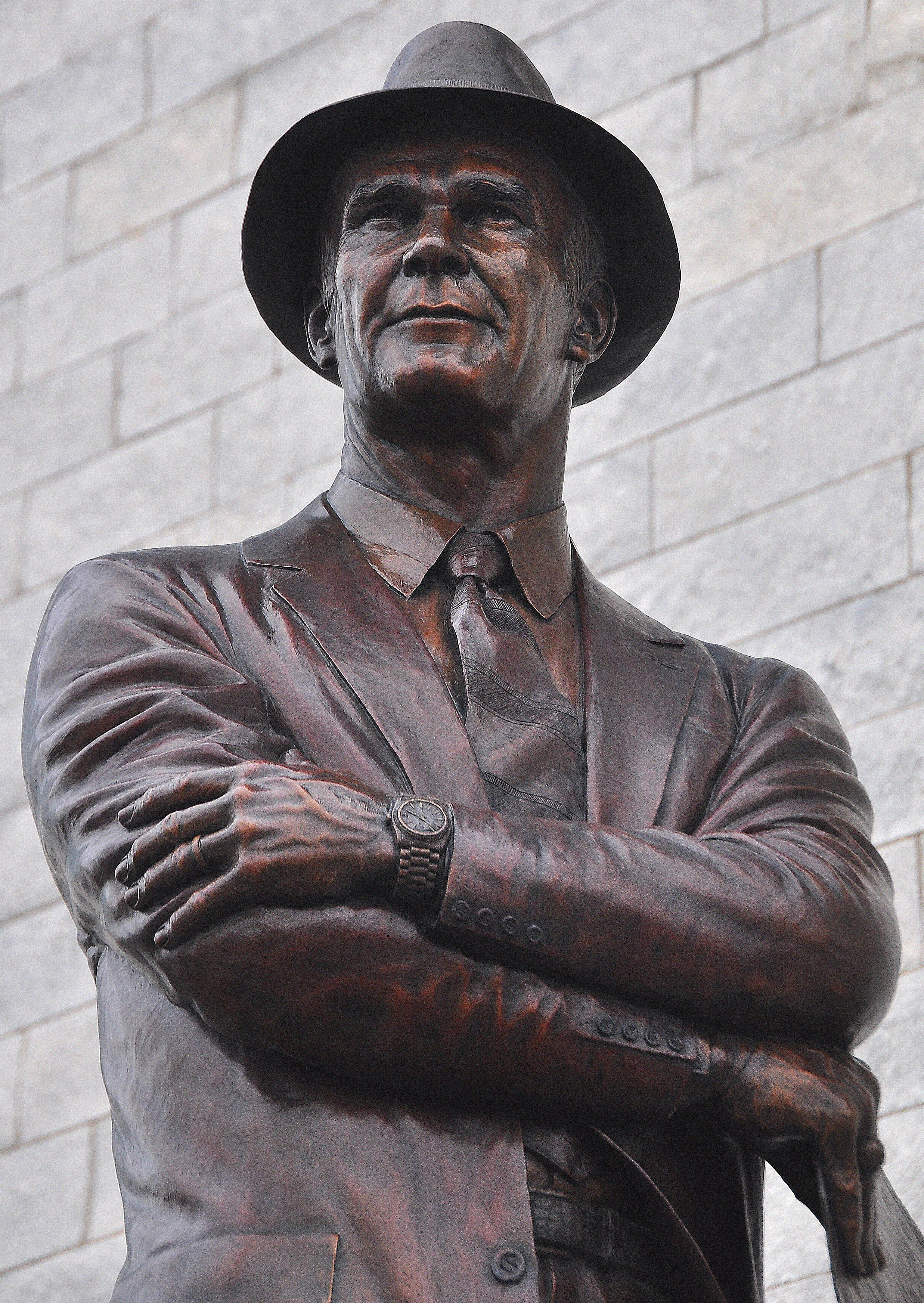
Statue von Landry

1954 wurde Landry in den Pro Bowl gewählt, dem Auswahlspiel der besten Spieler einer Saison. Im gleichen Jahr wurde er zum All-Pro ernannt. 1955 konnte er sich nochmals als All-Pro für die zweite Mannschaft qualifizieren.

### Als Trainer
1966 und 1975 wurde er durch die amerikanische Presse zum Trainer des Jahres gewählt. Er ist Mitglied in der Texas Sports Hall of Fame und seit 1990 Mitglied in der Pro Football Hall of Fame. Aufgrund seiner plötzlichen Entlassung bei den Cowboys war er Jerry Jones wenig gewogen und nahm erst 1993 nach mehrmaligem Angebot eine Auszeichnung der Cowboys an – er ist seitdem Mitglied des Dallas Cowboys Ring of Honor. In Irving, der Heimatstadt der Dallas Cowboys, wurde eine Schule nach ihm benannt. Die Gemeinde Mission, seine Geburtsstadt, benannte eine Straße und ein Stadion nach ihm. Ferner trägt ein Fitnesscenter in Dallas, sowie ein Autobahnabschnitt zwischen Dallas und Fort Worth seinen Namen. Vor dem Texas Stadium, der Spielstätte der Cowboys, stand seine Bronzestatue, sie wurde beim Umzug der Cowboys in das AT&T Stadium mitgenommen und dort aufgestellt.

## Abseits des Sports
Landry starb an Leukämie und wurde in Dallas auf dem Sparkman Hillcrest Memorial Park beerdigt. Er war seit 1949 verheiratet und hatte drei Kinder und sechs Enkelkinder. Eine seiner Töchter starb 1995 an Leberkrebs. Fliegen war auch nach seiner Militärzeit für ihn eine große Leidenschaft. Er besaß ein eigenes Flugzeug und war Mitglied in der Sicherheitskommission der amerikanischen Flugzeugbesitzer. 1995 überstanden er und seine Frau eine Notlandung mit einer Cessna.